# Zone de libre-échange des Amériques
Pour les articles homonymes, voir ALCA.

Le logo de la Zone de libre-échange des Amériques (ZLEA).

La zone de libre-échange des Amériques ou ZLEA (en anglais : FTAA ; en espagnol et portugais : ALCA) est un projet d'une communauté économique qui aurait pu succéder à l'ALENA. Ce projet a été fortement poussé par le gouvernement des États-Unis. Il prévoit la suppression des droits de douane sur plusieurs types de produits, notamment des produits manufacturés et agroalimentaires.

## Historique
Le secrétaire d’État américain, Colin Powell, explique que le projet vise à « garantir aux entreprises américaines le contrôle d’un territoire allant de l’Arctique à l’Antarctique et son libre accès, sans aucun obstacle, à nos produits ». Il engloberait 34 pays, soit toute l'Amérique excepté Cuba, la France (DROM), le Royaume-Uni et les Pays-Bas.
Ce projet est vivement critiqué, essentiellement en Amérique du Sud, par des associations, des syndicats et des partis politiques car il aurait selon eux des conséquences sociales très négatives. Ce projet est notamment critiqué par l'important MERCOSUR qui regroupe le Brésil, l'Uruguay, l'Argentine, le Paraguay, le Venezuela (suspendu depuis 2016) et la Bolivie depuis 2023. Le projet a également essuyé de nouveaux revers avec l'arrivée au pouvoir du MAS d'Evo Morales en Bolivie, la formation de l'ALBA (Alliance bolivarienne pour les Amériques), l'élection de la socialiste Michelle Bachelet au Chili et de Nestor Kirchner en Argentine, ou encore la victoire en 2004 du Front large en Uruguay.
Le 27 juillet 2005 : Par un vote très serré (217 pour, 215 contre), le Congrès américain adopte un traité de libre-échange avec six pays d'Amérique latine, l'ALEAC (Accord de libre-échange d'Amérique centrale), une étape dans le processus de la ZLEA. Celui-ci comprendra la République dominicaine, le Nicaragua, le Salvador, le Guatemala, le Honduras et le Costa Rica. 
Depuis 2005, ce projet de zone de libre-échange n'a pas été l'objet d'avancement ou de déclarations annonçant une réalisation prochaine. 
En 2009, le président américain Obama abandonne le projet.

## Pays visés par l'accord
- Antigua-et-Barbuda
- Argentine
- Bahamas
- Barbade
- Belize
- Bolivie
- Brésil
- Canada
- Chili
- Colombie
- Costa Rica
- Dominique
- Salvador
- Équateur
- États-Unis
- Grenade
- Guatemala
- Guyana
- Haïti
- Honduras
- Jamaïque
- Mexique
- Nicaragua
- Panama
- Paraguay
- Pérou
- République dominicaine
- Sainte-Lucie
- Saint-Christophe-et-Niévès
- Saint-Vincent-et-les-Grenadines
- Suriname
- Trinité-et-Tobago
- Uruguay
- Venezuela